# Zond L1S-1
Zond L1S-1 foi uma cápsula Zond que seria colocada ao redor da Lua pelo primeiro lançamento do N1, um veículo de lançamento super pesado projetado para pousar cosmonautas na Lua. A cápsula Zond era equipada com uma maquete do lander e câmeras para fotografar a superfície lunar por lugares possíveis para um pouso tripulado. A falha do N1 fez com que o sistema de escape no lançamento fosse acionado, salvando a cápsula de sua destruição.
Os motores 12 e 24 desligaram cerca de 3-7 segundos após o lançamento. Foi decoberto que o defeito foi um erro no sistema de controle. Este compensou dando mais energia aos motores funcionais, mas aos 25 segundos após a decolagem o sistema desacelerou os motores funcionais, já que havia muita vibração. Numa altitude de aproximadamente 30 km, 66 segundos após a decolagem, os motores voltaram à potência total. Isso fez com que a mangueira do oxidante se quebrasse, iniciando um incêndio e a explosão das turbobombas dos motores.
Zond L1S-2, lançada no dia 3 de julho de 1969, também falhou. Soyuz 7K-L1E No.1, lançado no dia 26 de julho de 1971, também falhou. O último lançamento do N1 foi da Soyuz 7K-LOK No.1 no dia 23 de novembro de 1972, que também falhou.  
A NASA usou o Saturno V para suas missões lunares, um foguete super pesado parecido com o N-1.
| Número | Data (UTC)                       | Plataforma de lançamento | No. serial | Carga             | Resultado | Comentários                     |
| ------ | -------------------------------- | ------------------------ | ---------- | ----------------- | --------- | ------------------------------- |
| 1      | 21 de fevereiro de 1969 09:18:07 | Baikonur Site 110/38     | 3L         | Zond L1S-1        | Falhou    |                                 |
| 2      | 3 de julho de 1969 20:18:32      | Baikonur Site 110/38     | 5L         | Zond L1S-2        | Falhou    | Destruiu a plataforma 110 Leste |
| 3      | 26 de junho de 1971 23:15:08     | Baikonur Site 110/37     | 6L         | Soyuz 7K-L1E No.1 | Falhou    |                                 |
| 4      | 23 de novembro de 1972 06:11:55  | Baikonur Site 110/37     | 7L         | Soyuz 7K-LOK No.1 | Falhou    |                                 |